# Politiques publiques du Québec
Cet article présente un résumé des politiques publiques du Québec.

## Politique nationale

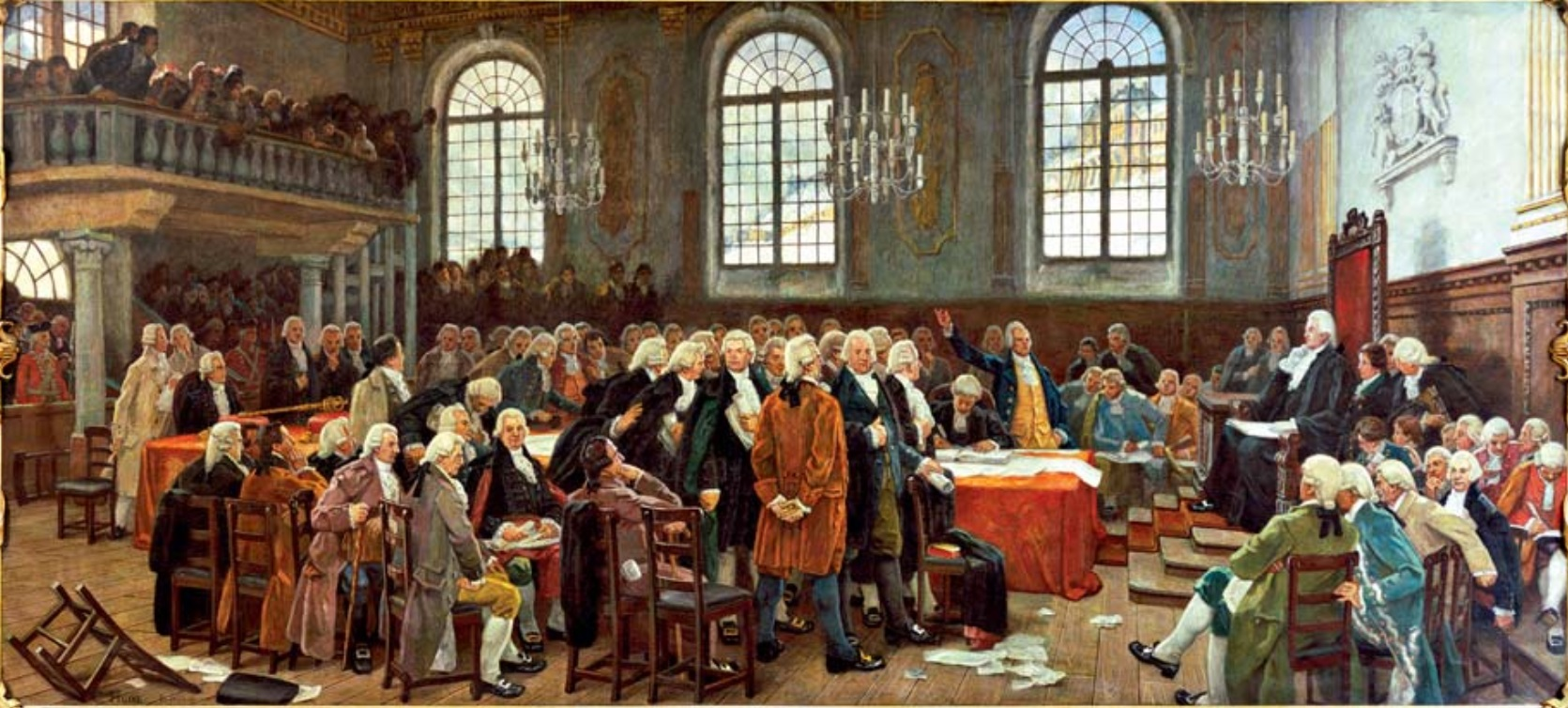
Charles Huot, Débat sur les langues lors de la première Assemblée législative du Bas-Canada le 21 janvier 1793, vers 1913.

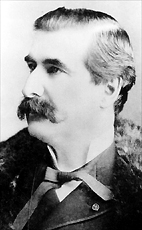
Honoré Mercier, premier ministre du Québec de 1887 à 1891.

La politique nationale du Québec recouvre l'intégralité des domaines relatifs à la nation québécoise. Plus particulièrement, elle établit les valeurs et fondements sur lesquels la société québécoise fonde sa cohésion et sa spécificité. La constitution québécoise est ainsi enchâssée dans une série de traditions sociales et culturelles, définies par un ensemble de jugements judiciaires et documents législatifs, dont la Loi sur l'Assemblée nationale, la Loi sur l'exécutif et la Loi électorale du Québec. D'autres exemples notables comprennent :
- La Charte des droits et libertés de la personne[loi 4];
- La Charte de la langue française[loi 5];
- Le Code civil du Québec.

De plus, elle s'appuie sur un ensemble d'énoncés clarifiant et renforçant les pratiques sociales déjà établies. Par exemple, dans son communiqué du 8 février 2007 créant la Commission de consultation sur les pratiques d'accommodement reliées aux différences culturelles (Commission Bouchard-Taylor), le premier ministre du Québec Jean Charest réaffirme les trois valeurs fondamentales de la société québécoise, qui « ne peuvent faire l’objet d’aucun accommodement (...) [ni] être subordonnées à aucun autre principe »,[réf. incomplète] :
- L’égalité entre les hommes et les femmes;
- La primauté du français;
- La séparation entre l’État et la religion.

En outre, le Québec se définit comme un État de droit, libre et démocratique.

L'Assemblée nationale du Québec a d'ailleurs adopté, le 30 octobre 2003, une résolution réaffirmant que le peuple québécois forme une nation, ainsi qu'une motion, le 22 mai 2008, citant : 

« Que l'Assemblée nationale réitère sa volonté de promouvoir la langue, l'histoire, la culture et les valeurs de la nation québécoise, favorise l'intégration de chacun à notre nation dans un esprit d'ouverture et de réciprocité et témoigne de son attachement à notre patrimoine religieux et historique représenté par le crucifix de notre Salon bleu et nos armoiries ornant nos institutions. »

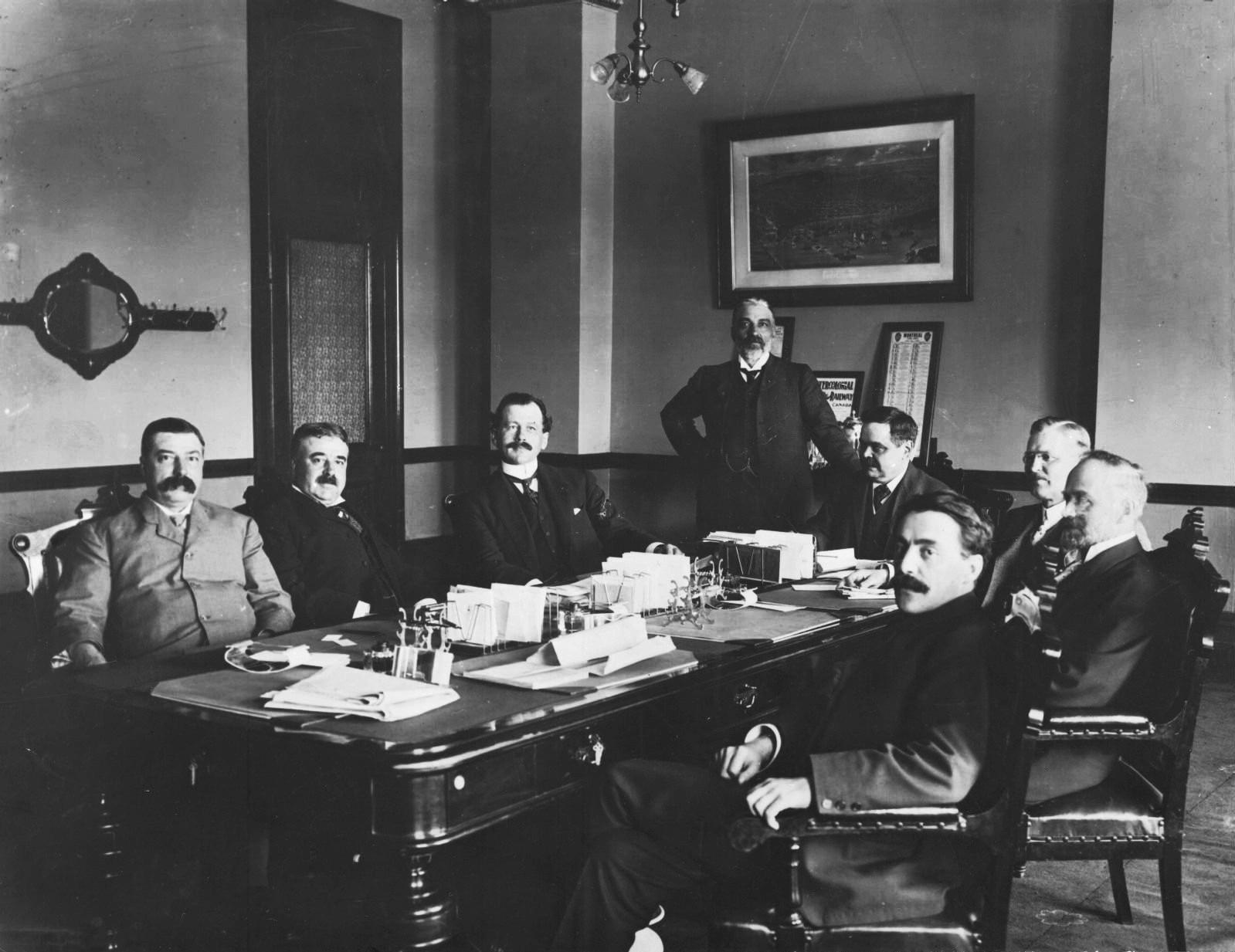
Lomer Gouin fut l'initiateur de la motion Francœur sur la sécession du Québec, en 1918.

## Politique internationale
La politique internationale du Québec fonde sa cohérence sur la doctrine Gérin-Lajoie, formulée en 1965. Alors que le ministère des Relations internationales du Québec en coordonne les principes directeurs, les délégations générales du Québec en sont les principaux interlocuteurs dans les pays étrangers. Dans les dossiers relevant du droit québécois, le fondement de la diplomatie québécoise affirme ainsi que seuls les corps politiques du Québec possèdent le pouvoir d'y négocier entièrement, avec les chefs d'État, gouvernements, ambassades et consulats étrangers, et d'y conclure, indépendamment de toute influence externe, des accords, ententes, programmes et traités. Dans l'état de droit, toute entente convenue à l'étranger, par le gouvernement fédéral ou québécois, n'est applicable en politique intérieure que du consentement de l'autorité populaire dont relève la compétence.
Le Québec est d'ailleurs la seule province canadienne qui a mis sur pied un ministère qui assume exclusivement les compétences de l'État en matière de relations internationales. La tendance générale au sein des autres provinces consiste plutôt à confier ce type de mandat à un ministère qui assume déjà d'autres responsabilités, notamment les relations intergouvernementales, c'est-à-dire les relations avec le gouvernement fédéral et les gouvernements provinciaux et territoriaux.

## Politique environnementale et énergétique
Depuis 2006, le Québec s’est doté d’un plan vert dans le but d’atteindre les objectifs du protocole de Kyōto relativement aux changements climatiques. Le ministère du Développement durable, de l'Environnement et des Parcs du Québec est le principal responsable de l'application de la politique environnementale. Pour sa part, la Société des établissements de plein air du Québec (SEPAQ) est le principal organisme responsable de la gestion des parcs nationaux, réserves fauniques, etc.
Le 23 novembre 2009, le premier ministre Jean Charest annonçait les cibles de réduction de gaz à effets de serre en vue de la conférence de Copenhague. En effet, le Québec compte réduire ses émissions de 20 % d'ici 2020 et ce par rapport à l'année internationale de référence, soit 1990. Le gouvernement compte ainsi agir dans le secteur transport qui représente 40 % des émissions de GES au Québec. À la suite de cette cible, le gouvernement a pris rapidement les moyens pour pouvoir tenir ses promesses. Ainsi, le 14 janvier 2010, une nouvelle loi entre en vigueur visant à réduire les GES au niveau du parc automobile. Cette loi prévoit que les constructeurs automobiles desservant le territoire du Québec devront respecter un plafond d'émission de 187 g de GES/km. Ce niveau doit être abaissé annuellement jusqu'à 127 g de GES/km en 2016. Les constructeurs devront obtenir une moyenne équivalente au niveau en vigueur, donc ils pourront toujours vendre des véhicules dépassant ce seuil. Ces normes sont aussi sévères que celles de la Californie (États-Unis), selon le gouvernement du Québec.
L’hydroélectricité constitue la principale source d'énergie au Québec. La société d'État Hydro-Québec est la principale garante de cette énergie renouvelable et peu polluante. De son fait, elle a donc participé aux projet Manic-Outardes et projet de la Baie-James, et, depuis le 13 mai 2009, au projet de la Romaine sur la Côte-Nord. En parallèle, l'Agence de l'efficacité énergétique du Québec et l'énergie éolienne au Québec font partie d'une approche du développement durable qui tend vers l'optimisation des dépenses ainsi que l'indépendance énergétique du Québec.

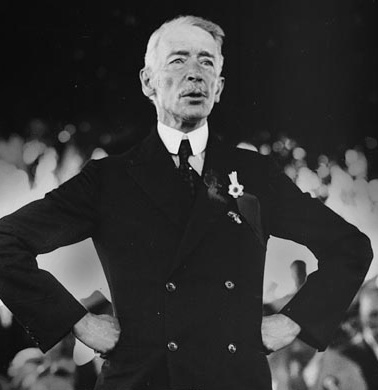
Louis-Alexandre Taschereau, premier ministre du Québec de 1920 à 1936, réussit à ralentir l'émigration massive vers les États-Unis, appelée la Grande Hémorragie, et fut le premier à voir le potentiel hydraulique du Nouveau-Québec.

## Politique agro-alimentaire et forestière
L'agriculture au Québec fait l'objet d'une règlementation sur le zonage agricole, depuis 1978. Devant l'expansion de l'urbanisation, des zones furent alors créées afin d'assurer la protection des terres fertiles qui composent environ 2 % de la superficie totale du territoire québécois. La Commission de protection du territoire agricole du Québec (CPTAQ) en est la principale garante. Avec ses nombreuses institutions, la ville de Saint-Hyacinthe est la technopole agricole du Québec et Cité de la biotechnologie agroalimentaire, vétérinaire et agro-environnementale.
Les forêts du Québec sont, quant à elles, essentiellement de propriété publique. Alors que le calcul des possibilités annuelles de coupe relève de la compétence du Bureau du forestier en chef, la Société de protection des forêts contre le feu (SOPFEU) travaille en partenariat public-privé (PPP) avec le gouvernement québécois. L'Union des producteurs agricoles du Québec (UPA) assure, pour sa part, les intérêts de ses membres, y compris les travailleurs de la foresterie, et travaillent conjointement avec le ministère de l'Agriculture, des Pêcheries et de l'Alimentation du Québec (MAPAQ) et le ministère des Ressources naturelles et de la Faune du Québec.

## Politique de l'emploi et de l'immigration
Le ministère de l'Emploi et de la Solidarité sociale du Québec veille au développement social et de la main-d'œuvre, par les organismes d'Emploi-Québec et ses centres locaux d'emploi (CLE). De plus, il est responsable de la gestion du Régime québécois d'assurance parentale (RQAP) ainsi que du soutien financier de dernier recours aux familles et personnes démunies.

Chapeautées par le ministère du Travail du Québec, la Commission des normes du travail du Québec et la Commission des relations du travail du Québec voient au respect des conditions minimales pour tous les travailleurs ainsi que des conventions collectives conclues entre syndicats d'employés et patronaux. 

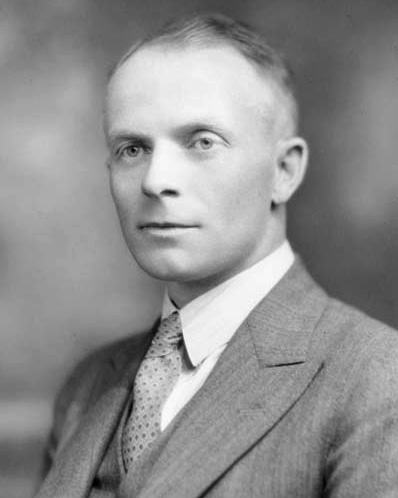
Adélard Godbout, premier ministre de 1939 à 1944, accorda le droit de votes aux femmes en 1940, rendit obligatoire les études jusqu'à l'âge de 14 ans, instaura la gratuité scolaire au primaire et affirma le droit à la syndicalisation des travailleurs.

L'immigration au Québec est soutenue par des programmes d'intégration favorisant le français, comme langue commune de tous les Québécois, ainsi que les principes de pluralisme et d'interculturalisme. Alors que le ministère de l'Immigration et des Communautés culturelles du Québec est responsable de la sélection et intégration des nouveaux arrivants au Québec, la politique d'immigration privilégie le respect des valeurs québécoises et caractéristiques d'ordre culturelles, historiques et sociales,.

## Politique des affaires sociales et de l'éducation
Le réseau québécois de la santé et des services sociaux est administré par le ministère de la Santé et des Services sociaux du Québec. Composé de 95 réseaux locaux de services (RLS) et 18 agences de la santé et des services sociaux (ASSS ou communément, régie régionale), il est supporté par la Régie de l'assurance-maladie du Québec (RAMQ) qui travaille à maintenir l'accessibilité des services pour tous les citoyens du Québec. Les soins pré hospitaliers et missions de sauvetage sont assurés par des fondations et organisations à but non lucratif.
Les centres de la petite enfance (CPE) sont des institutions alliant la politique familiale à l'éducation. Ils sont administrés par le ministère de la Famille et des Aînés du Québec. 
Le système d'éducation québécois est administré par le ministère de l'Éducation, du Loisir et du Sport du Québec, conjointement avec le Conseil supérieur de l'éducation du Québec. Il est composé d'un réseau de 72 commissions scolaires qui regroupent des écoles publiques financées par l'État et des écoles privées,. Les études post-secondaires comprennent, outre l'Université du Québec, des établissements du niveau collégial tel des centres de formation professionnelle, collèges privés, collèges publics (cégep) ainsi que des universités privées.

### Lois
1. ↑  « chapitre A-23.1 Loi sur l’Assemblée nationale », Éditeur officiel du Québec (consulté le 17 mai 2017).
2. ↑  « chapitre E-18 Loi sur l’exécutif », Éditeur officiel du Québec (consulté le 17 mai 2017).
3. ↑  Québec, « Loi électorale (L.R.Q., c E-3.3) », Éditeur officiel du Québec (consulté le 1er février 2011).
4. ↑  Québec, « Charte des droits et libertés de la personne (L.R.Q., c. C-12) », Éditeur officiel du Québec (consulté le 6 novembre 2008).
5. ↑  Québec, « Charte de la langue française (L.R.Q., c. C-11) », Éditeur officiel du Québec (consulté le 6 novembre 2008).
6. ↑  Québec, « Loi sur la Société des établissements de plein air du Québec (L.R.Q., chapitre S-13.01) », Éditeur officiel du Québec (consulté le 10 décembre 2009).
7. ↑  Québec, « Loi sur la protection du territoire et des activités agricoles (L.R.Q., c. P-41.1) », Éditeur officiel du Québec (consulté le 8 janvier 2010).
8. ↑  Québec, « Loi sur les normes du travail (L.R.Q., c. N-1.1) », Éditeur officiel du Québec (consulté le 8 janvier 2010).
9. ↑  Québec, « Code du travail (L.R.Q., c. C-27) », Éditeur officiel du Québec (consulté le 8 janvier 2010).
10. ↑  Québec, « Loi sur la Régie de l'assurance maladie du Québec (L.R.Q., c. R-5) », Éditeur officiel du Québec (consulté le 8 janvier 2010).
11. ↑  Québec, « Loi sur le Conseil supérieur de l'éducation (L.R.Q., c. C-60) », Éditeur officiel du Québec (consulté le 8 janvier 2010).
12. ↑  Québec, « Loi sur l'instruction publique (L.R.Q., c. I-13.3) », Éditeur officiel du Québec (consulté le 8 janvier 2010).
13. ↑  Québec, « Loi sur l'enseignement privé (L.R.Q., c. E-9.1) », Éditeur officiel du Québec (consulté le 8 janvier 2010).
14. ↑  Québec, « Loi sur l'Université du Québec (L.R.Q., c. U-1) », Éditeur officiel du Québec (consulté le 8 janvier 2010).
15. ↑  Québec, « Loi sur les collèges d'enseignement général et professionnel (L.R.Q., c. C-29) », Éditeur officiel du Québec (consulté le 8 janvier 2010).